# The Supremes
The Supremes foi um bem-sucedido girl group americano formado em Detroit, Michigan, em 1959 como Primettes.  Um ato de estreia da Motown Records durante a década de 1960, as Supremes foram o grupo de maior sucesso comercial da gravadora e a banda vocal americana de maior sucesso da história, com 12 singles em primeiro lugar na parada Billboard Hot 100. A maioria desses sucessos foram escritos e produzidos pela principal equipe de composição e produção da Motown, Holland–Dozier–Holland. Considera-se que seu avanço tornou possível para futuros músicos afro-americanos de R&B e soul encontrarem sucesso no mainstream. A revista Billboard classificou as Supremes como a 16.ª maior artista de todos os tempos na Hot 100.
Florence Ballard, Mary Wilson, Diana Ross e Betty McGlown, as integrantes originais, eram todas do conjunto habitacional Brewster-Douglass, em Detroit. Formadas como Primettes, elas eram irmãs das Primes (com Paul Williams e Eddie Kendricks, que formaram as the Temptations). Barbara Martin substituiu McGlown em 1960, e o grupo assinou com a Motown no ano seguinte como Supremes. Martin deixou a banda no início de 1962, e Ross, Ballard e Wilson continuaram como um trio.
Em meados da década de 1960, as Supremes alcançaram sucesso comercial com Ross como vocalista principal e Holland–Dozier–Holland como sua equipe de composição e produção. Em 1967, o presidente da gravadora, Berry Gordy, renomeou o grupo para Diana Ross & the Supremes e substituiu Ballard por Cindy Birdsong. Em 1970, Ross saiu para seguir carreira solo e foi substituída por Jean Terrell, e o nome do grupo foi revertido para Supremes. Em meados da década de 1970, a formação continuou a mudar com Lynda Laurence, Scherrie Payne e Susaye Greene se juntando até que o conjunto, 18 anos após sua formação, se desfez em 1977.

## Biografia
Uma das marcas registradas da Motown, The Supremes (traduzido do inglês, "As Supremas") foi o mais famoso grupo musical negro dos anos 1960. Foi conhecido inicialmente como "Primettes". Por volta de 1959, era uma banda vocal formada por Florence Ballard, Diana Ross e Mary Wilson. Emplacou 20 sucessos no Hot 100 da Billboard entre 1964 e 1969, muitos deles escritos e produzidos pelo principal time criativo da Motown, Holland-Dozier-Holland. O sucesso das Supremes durante essa época pavimentou o caminho para que futuros artistas de soul e R&B ganhassem as plateias dos Estados Unidos e de diversos países.

## Discografia
The Supremes
- Meet The Supremes (1963)
- Where Did Our Love Go? (1964)
- A Bit of Liverpool (1964)
- The Supremes Sing Country Western & Pop (1965)
- We Remember Sam Cooke (1965)
- More Hits by The Supremes (1965)
- At the Copa (1965)
- Merry Christmas (1965)
- I Hear a Symphony (1966)
- The Supremes A' Go-Go (1966)
- Sing Holland-Dozier-Holland (1967)
- The Supremes Sing Rodgers & Hart (1967)love

Diana Ross & The Supremes
- Reflections (1968)
- Funny Girl (1968)
- Diana Ross & The Supremes Join The Temptations (1968)
- Live at London's Talk of the Town (1968)
- Love Child (1968)
- T.C.B. (1968)
- Let the Sunshine In (1969)
- Together (1969)
- Cream of the Crop (1969)
- On Broadway (1969)
- Farewell! (1970)

The Supremes
- Right On] (1970)
- The Magnificent 7 (1970)
- New Ways But Love Stays (1970)
- The Return of the Magnificent Seven (1971)
- Touch (1971)
- Dynamite (1971)
- Floy Joy (1972)
- The Supremes Arranged and Produced by Jimmy Webb (1972)
- The Supremes (1975)
- High Energy (1976)
- Mary, Scherrie and Susaye (1976)